# ウエスト (建築金物メーカー)
株式会社ウエスト（WEST inx）は、建築金物を扱う日本の企業。

## 事業所

### 本社・支店
- 本社 - 大阪府寝屋川市点野3丁目18番3号 （〒572-0077）
- 東京オフィス・ショールーム - 東京都港区南青山5丁目11番15号 （〒107-0062）
- 大阪オフィス・ショールーム - 大阪府大阪市中央区今橋4丁目3番22号 （〒541-0042）

### 関連会社・工場
- ウエスト工業株式会社 八千代工場（兵庫県多可郡多可町八千代区門田198-8（〒677-0111）
- 上海ウエスト有限公司 中国工場（中華人民共和国）

## 沿革
- 1933年（昭和8年） - 西浅次郎の個人企業として大阪市西淀川区に西製作所を創業。錠前及び建築金物の製造を開始。
- 1941年（昭和16年） - 海軍艦政本部及び造船統制会の命により、大阪市都島区に艦船装備金物株式会社を設立。西浅次郎、社長に就任。全国各造船所への木工、金物の一括生産納入を開始。
- 1946年（昭和21年） - 駐留軍への米軍宿舎用扉錠及び金物の大量納入を開始。
- 1947年（昭和22年） - 法人組織に改組。
- 1965年（昭和40年） - 本社を寝屋川市へ移転。
- 1967年（昭和42年） - 引戸錠「CLロック」を発表。
- 1969年（昭和44年） - 引戸自動ドアクローザー「トジール」を発表。
- 1971年（昭和46年） - 西浅次郎社長が大阪府知事より表彰される。
- 1972年（昭和47年） - 東京営業所を開設。西浅次郎社長が勲五等瑞宝章を受章。
- 1977年（昭和52年） - 西正治が代表取締役に就任。株式会社ウエストを設立。
- 1978年（昭和53年） - 電気錠「ウエスター21」を発表。大阪府産業振興表彰を受ける。
- 1984年（昭和59年） - ハンドルを押して（引いて）扉を開ける「プッシュプル・ロック」を発表。
- 1988年（昭和63年） - ウエスト工業株式会社を設立。兵庫県多可郡多可町に八千代工場を建設。
- 1989年（昭和64年/平成元年） - ドアロック「G-5100」が警視庁の防犯認可製品となる。
- 1992年（平成4年） - オリジナルブランド「Agaho」を発表。「Agaho」が1992年度通産省選定グッドデザイン賞受賞。
- 1995年（平成7年） - 本社新社屋完成。
- 1997年（平成9年） - サインプレート「ウエストサインシステム60」を発表。「ウエストサインシステム60」が1997年度通商産業省選定グッドデザイン賞受賞。
- 1998年（平成10年） - 西製作所・ウエスト工業・ウエストが「ISO9001」認証を取得。
- 2001年（平成13年） - Agaho four」が2001年度グッドデザイン・中小企業庁長官特別賞受賞。「WEST Dimple Key」が2001年度グッドデザイン賞受賞。
- 2003年（平成15年） - 西康雄がウエストグループの代表取締役社長に就任。「Agaho」が2003年度グッドデザイン・ロングライフデザイン賞受賞。
- 2005年（平成17年） - 生産増強のため上海ウエスト有限公司を設立、中国工場を建設。
- 2008年（平成20年） - 「gg」を発表。「Agaho 146, 148, 149」がiF2008年度プロダクトデザイン部門の金賞受賞。「gg P」「gg 939」が2008年度グッドデザイン賞受賞。
- 2010年（平成22年） - 西製作所を株式会社WEST inxへ社名変更。
- 2011年（平成23年） - 「WEST 3rd」を発表。

## CLロック
ウエストが開発した引戸錠。当時、木製の建具には付属のねじを回して開閉するねじ締錠が一般的であったが、「CLロック」の登場によりワンアクションで施解錠が可能となった。「CLロック」の仕様はそのままの引違戸錠が、現在では他メーカーからも製造・販売され広く用いられている。